# Xian de Lin
Pour les articles homonymes, voir Lin.
Le xian de Lin (临县 ; pinyin : Lín Xiàn) est un district administratif de la province du Shanxi en Chine. Il est placé sous la juridiction de la ville-préfecture de Lüliang.

## Démographie
La population du district était de 552 961 habitants en 1999.